# HEXIM1
HEXIM1 (англ. Hexamethylene bisacetamide inducible 1) – білок, який кодується однойменним геном, розташованим у людей на короткому плечі 17-ї хромосоми. Довжина поліпептидного ланцюга білка становить 359 амінокислот, а молекулярна маса — 40 623.
| 10         |  | 20         |  | 30         |  | 40         |  | 50         |
| ---------- |  | ---------- |  | ---------- |  | ---------- |  | ---------- |
| MAEPFLSEYQ |  | HQPQTSNCTG |  | AAAVQEELNP |  | ERPPGAEERV |  | PEEDSRWQSR |
| AFPQLGGRPG |  | PEGEGSLESQ |  | PPPLQTQACP |  | ESSCLREGEK |  | GQNGDDSSAG |
| GDFPPPAEVE |  | PTPEAELLAQ |  | PCHDSEASKL |  | GAPAAGGEEE |  | WGQQQRQLGK |
| KKHRRRPSKK |  | KRHWKPYYKL |  | TWEEKKKFDE |  | KQSLRASRIR |  | AEMFAKGQPV |
| APYNTTQFLM |  | DDHDQEEPDL |  | KTGLYSKRAA |  | AKSDDTSDDD |  | FMEEGGEEDG |
| GSDGMGGDGS |  | EFLQRDFSET |  | YERYHTESLQ |  | NMSKQELIKE |  | YLELEKCLSR |
| MEDENNRLRL |  | ESKRLGGDDA |  | RVRELELELD |  | RLRAENLQLL |  | TENELHRQQE |
| RAPLSKFGD  |  |            |  |            |  |            |  |            |

A: Аланін

C: Цистеїн

D: Аспарагінова кислота

E: Глутамінова кислота

F: Фенілаланін

G: Гліцин

H: Гістидин

I: Ізолейцин

K: Лізин

L: Лейцин

M: Метіонін

N: Аспарагін

P: Пролін

Q: Глутамін

R: Аргінін

S: Серин

T: Треонін

V: Валін

W: Триптофан

Кодований геном білок за функціями належить до репресорів, фосфопротеїнів. 
Задіяний у таких біологічних процесах, як транскрипція, регуляція транскрипції. 
Локалізований у цитоплазмі, ядрі.